# Mieczysłau Kasciuk
Mieczysłau Branisławawicz Kasciuk (biał. Мечыслаў Браніслававіч Касцюк, ros. Мечислав Брониславович Костюк, Mieczysław Bronisławowicz Kostiuk; ur. 9 sierpnia 1952 w Sowoździakach w rejonie zdzięcielskim) – białoruski agronom, działacz państwowy i polityk, w latach 2008–2012 deputowany do Izby Reprezentantów Zgromadzenia Narodowego Republiki Białorusi IV kadencji.

## Życiorys
Urodził się 9 sierpnia 1952 roku we wsi Sowoździaki, w rejonie zdzięcielskim obwodu baranowickiego Białoruskiej SRR, ZSRR. Ukończył Stawropolski Instytut Gospodarstwa Wiejskiego ze specjalnością „Ekonomia i organizacja gospodarstwa wiejskiego”, Mińską Wyższą Szkołę Partyjną i Akademię Zarządzania przy Radzie Ministrów Republiki Białorusi. Pracę rozpoczął jako modelarz w stawropolskim zakładzie „Krasnyj Mietallist”, następnie pracował jako agronom w kołchozie „Krasnyj Oktiabr” w rejonie zdzięcielskim. Odbył służbę wojskową w szeregach Armii Radzieckiej. Pracował jako drugi, a później pierwszy sekretarz Zdzięcielskiego Komitetu Rejonowego Leninowskiego Komunistycznego Związku Młodzieży Białorusi, kierownik wydziału gospodarstwa wiejskiego, drugi sekretarz Zdzięcielskiego Komitetu Rejonowego Komunistycznej Partii Białorusi, przewodniczący Zdzięcielskiego Rejonowego Komitetu Wykonawczego, przewodniczący Zdzięcielskiej Rejonowej Rady Deputowanych, przewodniczący komitetu ds. gospodarstwa wiejskiego i żywności Grodzieńskiego Obwodowego Komitetu Wykonawczego, przewodniczący Słonimskiego Rejonowego Komitetu Wykonawczego.
27 października 2008 roku został deputowanym do Izby Reprezentantów Zgromadzenia Narodowego Republiki Białorusi IV kadencji ze Słonimskiego Okręgu Wyborczego Nr 58. Pełnił w niej funkcję zastępcy przewodniczącego Stałej Komisji ds. Budżetu, Finansów i Polityki Podatkowej. Od 13 listopada 2008 roku był członkiem Narodowej Grupy Republiki Białorusi w Unii Międzyparlamentarnej.

## Odznaczenia
- Order Honoru[1].

## Życie prywatne
Mieczysłau Kasciuk jest żonaty, ma dwoje dzieci.